# Overnet
Overnet (ehemals Flock) war eine dezentralisierte Peer-to-Peer-Filesharing-Plattform. Ursprünglich als Nachfolger von eDonkey2000 geplant kam sie im Gegensatz zu diesem ohne Server aus. Basis zur serverlosen Verständigung der Clients war das Kademlia-Protokoll, mit dessen Hilfe auch die eMule-Clients mittels Kad ein dezentrales, jedoch zu Overnet inkompatibles Netzwerk aufbauten.

## Hintergrund
Die erste Beta-Version von Overnet wurde im Juli 2002 als geistiger Nachfolger von eDonkey2000 veröffentlicht, der im Gegensatz zu seinem Vorgänger keine zentralen Server mehr benötigt, sondern das Peer-to-Peer-Netzwerk selbstständig nach Dateien durchsucht oder sie zum Download anbietet. Zu Beginn gab es zwei Beta-Versionen, eine mit und eine ohne grafische Benutzeroberfläche.
Die Einbindung von Overnet in den eDonkey2000-Client Anfang 2003 sorgte dafür, dass auch der Datenaustausch der eDonkey2000-Nutzer schwerer zu stören war. Mit der Veröffentlichung von Version 1.0 des eDonkey-Clients im August 2004 wurde darüber hinaus Overnet mit eDonkey2000 verschmolzen und der separate Overnet-Client abgeschafft. Die Möglichkeit der Nutzung des servergestützten eDonkey-Netzes in eDonkey2000 existierte zwar weiter, musste aber erst als Option aktiviert werden.
Allerdings verwendete Overnet wie eDonkey den veralteten MD4-Algorithmus, um Prüfsummen der zu tauschenden Dateien zu erstellen. Der Algorithmus ist nicht kollisionsresistent und damit unsicher; es war also mit geringem Rechenaufwand möglich, gefälschte Chunks zu verteilen, ohne dass der Client dies erkennen konnte.
Anfang September 2005 wurde bekannt, dass die RIAA Betreibern von Tauschbörsen, darunter auch den Betreibern von eDonkey2000 bzw. Overnet, eine Unterlassungserklärung zukommen ließ, in der die Betreiber dazu aufgefordert wurden, gegen illegale Downloads der Nutzer vorzugehen.
Während einer Anhörung im US-Senat gab der Entwickler von Overnet und eDonkey2000, Sam Yagan, bekannt, den Forderungen der RIAA nachkommen und gegen Urheberrechtsverstöße vorgehen zu wollen. Sobald man eine Einigung mit der RIAA erzielen könne, wolle er sich darauf konzentrieren, seine Plattform in ein kommerzielles, legales System umzubauen.
Am 12. September 2006 wurde der Vertrieb des eDonkey-Clienten eingestellt und die Webseiten von MetaMachine abgeschaltet. Infolgedessen brach auch Overnet zusammen, aufgrund der Dezentralisierung ist es heute aber immer noch durch andere Clients erreichbar.
Serverbasierte Tauschplattformen wie eDonkey2000, Napster, Audiogalaxy oder Soulseek speichern Informationen auf einem oder mehreren zentralen Servern. Sobald die Server vom Netz gehen (aus welchen Gründen auch immer), ist das Netzwerk schlagartig funktionsunfähig oder zumindest in seiner Geschwindigkeit gelähmt, die Teilnehmer sind also komplett abhängig. Diesem Problem wirkt die serverlose Methode entgegen.
Nachdem der Client eingestellt worden war, war auf der Webseite folgendes zu lesen:

„The eDonkey2000 Network is no longer available. If you steal music or movies, you are breaking the law. Courts around the world -- including the United States Supreme Court -- have ruled that businesses and individuals can be prosecuted for illegal downloading. You are not anonymous when you illegally download copyrighted material. Your IP address is XXXXXX and has been logged. Respect the music, download legally. Goodbye Everyone.“

„Das eDonkey2000 Netzwerk ist nicht mehr verfügbar. Wenn du Musik oder Filme stiehlst, brichst du das Gesetz. Gerichte auf der ganzen Welt – einschließlich des Obersten Gerichts der Vereinigten Staaten – haben entschieden, dass Unternehmen und Einzelpersonen wegen illegalen Herunterladens verfolgt werden können. Sie sind nicht anonym, wenn Sie illegal urheberrechtlich geschütztes Material herunterladen. Deine IP-Adresse ist XXXXXXXX und wurde protokolliert. Respektiere die Musik, lade sie legal herunter. Auf Wiedersehen zusammen.“